# Super Mario Kart
Super Mario Kart (スーパーマリオカート?, Sūpā Mario Kāto) è un videogioco di guida del 1992 pubblicato da Nintendo per Super Nintendo Entertainment System. È il primo titolo della serie Mario Kart ed è uno dei giochi di maggior successo del franchise di Mario, con oltre 8 milioni di copie vendute.
Il titolo è stato originariamente sviluppato come una versione di F-Zero per due giocatori.
Super Mario Kart presenta quattro tornei composti da cinque differenti circuiti. Oltre alla modalità in giocatore singolo, è presente la modalità multigiocatore per due giocatori.
Il gioco è stato distribuito tramite Virtual Console per Wii e disponibile sul Nintendo eShop per Wii U e New Nintendo 3DS. È inoltre incluso nel Nintendo Classic Mini: Super Nintendo Entertainment System, oltre che disponibile tramite Nintendo Switch Online su Nintendo Switch, dove è disponibile anche una versione denominata Super Mario Kart SP. I circuiti presenti nel gioco sono inoltre inclusi in Mario Kart: Super Circuit per Game Boy Advance.

## Modalità di gioco
In Super Mario Kart sono presenti quattro modalità di gioco: Mario Kart GP, Prova a tempo, Corsa sfida e Battaglia. Le modalità Corsa sfida e Battaglia sono disponibili solamente per due giocatori, mentre la prova a tempo è esclusiva per giocatore singolo.
Nella modalità Mario Kart GP è possibile gareggiare contro sette CPU (sei in due giocatori) su vari circuiti divisi tra 4 coppe (tre nella cilindrata 50cc). Arrivando quinto o peggio si perderà una vita e si dovrà rifare il circuito. Inizialmente si può scegliere tra la cilindrata del kart tra 50cc e 100cc. Una volta completati i quattro tornei in modalità 100cc, è possibile accedere alla cilindrata 150cc. Tale cilindrata è immediatamente disponibile nella versione SP. Nelle altre modalità di gioco il kart userà la cilindrata 100cc.
Nella prova a tempo è possibile gareggiare sui circuiti sbloccati senza oggetti o monete. Per ogni tracciato vengono memorizzati i cinque migliori tempi per ogni gara, oltre che il giro più veloce e il personaggio utilizzato. Premendo B su un secondo controller apparirà un avversario CPU. Inserendo il codice L R L R L L R R A si potrà gareggiare sui circuiti del trofeo speciale senza averli sbloccati nella modalità Mario Kart GP.
Nella modalità corsa sfida e possibile giocare su qualsiasi circuito sbloccato con un altro giocatore e senza CPU. Inoltre su alcuni circuiti sono state aggiunte delle sfere nere che hanno lo stesso effetto di un guscio verde e che spariscono definitivamente dopo essere stati attivati.
Nella modalità multigiocatore Battaglia lo scopo è quello di scoppiare i palloncini che proteggono il veicolo avversario. L'esplosione dei tre palloncini determina il game over.

### Personaggi giocabili
| Personaggio     | Accelerazione | Velocità massima | Peso | Maneggevolezza | Oggetto (CPU)  |
| --------------- | ------------- | ---------------- | ---- | -------------- | -------------- |
| Mario           | 2/4           | 3/4              | 2/4  | 2/4            | Super Stella   |
| Luigi           | 2/4           | 3/4              | 2/4  | 2/4            | Super Stella   |
| Peach           | 4/4           | 2/4              | 2/4  | 1/4            | Fungo velenoso |
| Yoshi           | 4/4           | 2/4              | 2/4  | 1/4            | Uovo           |
| Bowser          | 1/4           | 4/4              | 3/4  | 2/4            | Fiore di fuoco |
| Donkey Kong Jr. | 1/4           | 4/4              | 3/4  | 2/4            | Banana         |
| Koopa           | 3/4           | 1/4              | 1/4  | 3/4            | Guscio verde   |
| Toad            | 3/4           | 1/4              | 1/4  | 3/4            | Fungo velenoso |

### Oggetti
A rendere il gioco più interessante ci sono degli oggetti che servono a facilitare la gara. Si ottengono passando su una piattaforma recante un punto interrogativo nero che si trasforma in una faccia quando viene utilizzato. Inoltre, durante la corsa è necessario raccogliere delle monete sparse per la pista che forniscono al kart una velocità maggiore.
Di seguito vengono elencati tutti gli oggetti con le loro rispettive caratteristiche ed effetti.
| Nome         | Caratteristiche |
| ------------ | --- |
| Fungo scatto | Fornisce al kart una breve accelerazione momentanea |
| Banana       | Una buccia di banana che manda in testacoda il kart che colpisce |
| Guscio verde | Viaggia il kart nella direzione in cui lo si lancia |
| Guscio rosso | Insegue e colpisce il kart dinanzi a colui che lo lancia |
| Moneta       | Aggiunge una moneta a quelle raccolte (Non compare nella modalità Battaglia)                                                                                                   |
| Boo          | Rende il kart temporaneamente invisibile, permette di superare i fuoristrada e ruba un oggetto a caso tra quelli che gli altri kart possiedono (Non compare nella modalità GP) |
| Piuma        | Fa saltare il kart in aria per un istante permettendo di superare ostacoli e barriere                                                                                          |
| Super Stella | Rende il kart temporaneamente più veloce e invincibile |
| Fulmine      | Rimpicciolisce tutti i kart rendendoli più lenti per un tempo che varia a seconda della posizione nella corsa del rimpicciolito (Non compare nella modalità Battaglia)         |

Alcuni oggetti possono essere utilizzati solo dalla CPU.
| Nome           | Usato da    | Caratteristiche                                                  |
| -------------- | ----------- | ---------------------------------------------------------------- |
| Fungo velenoso | Peach, Toad | Simile al Fulmine, rimpicciolisce il kart colpito                |
| Uovo           | Yoshi       | Manda in testacoda il kart colpito                               |
| Fiore di fuoco | Bowser      | Lancia una palla di fuoco che manda in testacoda il kart colpito |

### Trofei e circuiti
Super Mario Kart contiene 20 piste divise in 4 coppe da 5 circuiti ciascuna. Ogni pista richiede 5 giri. Il Trofeo Speciale non è presente nella cilindrata 50cc.
| Trofeo Fungo         | Trofeo Fiore         | Trofeo Stella        | Trofeo Speciale     |
| -------------------- | -------------------- | -------------------- | ------------------- |
| Circuito di Mario 1  | Cioccoisola 1        | Spiaggia Koopa 1     | Pianura Ciambella 3 |
| Pianura Ciambella 1  | Valle Fantasma 2     | Cioccoisola 2        | Spiaggia Koopa 2    |
| Valle Fantasma 1     | Pianura Ciambella 2  | Lago Vaniglia 1      | Valle Fantasma 3    |
| Castello di Bowser 1 | Castello di Bowser 2 | Castello di Bowser 3 | Lago Vaniglia 2     |
| Circuito di Mario 2  | Circuito di Mario 3  | Circuito di Mario 4  | Pista Arcobaleno    |

1. 1 2 3 4  Presente in Mario Kart DS.
2. 1 2 3 4 5 6 7 8 9 10 11 12 13 14 15  Presente in Mario Kart Tour
3. ↑  Presente in Mario Kart 8 e Mario Kart 8 Deluxe.
4. 1 2  Presente in Mario Kart Wii
5. 1 2  Presente in Mario Kart 8 Deluxe come contenuto scaricabile.
6. 1 2  Presente in Mario Kart 7.
7. ↑  Presente in Mario Kart 8 come contenuto scaricabile e in Mario Kart 8 Deluxe.

Tutti i circuiti sono presenti in Mario Kart: Super Circuit.

### Arene di battaglia
| Arene                | Arene                | Arene                | Arene                |
| -------------------- | -------------------- | -------------------- | -------------------- |
| Percorso di guerra 1 | Percorso di guerra 2 | Percorso di guerra 3 | Percorso di guerra 4 |

1. ↑  Presente in Mario Kart 8 Deluxe.
2. ↑  Presente in Mario Kart Wii.

## Accoglienza
- IGN: 9/10
- Super Play: 94%
- Nintendo Life: 9/10
- Nintendo Power: 4.5/5
- GamePro: 5/5
- Cubed3: 9.5/10
- HonestGamers: 10/10
- Thunderbolt: 10/10
- Nintendojo: 9.5/10
- EGM: 8.5/10

Super Mario Kart è stato un successo sia di vendite, sia di critica, infatti le recensioni delle aziende sono state positive. Per quel che riguarda le vendite, a una settimana dall'uscita ha venduto più di 100 000 copie, rendendolo il gioco più venduto della settimana. Ha venduto parecchio anche a distanza di anni dall'uscita. Nel 1999, quando sono terminate le vendite dello SNES, ha venduto quasi 10 milioni di copie in tutto il mondo.